# Juan González (Radsportler)
Juan Josep González Fuentes (* 21. September 1972) ist ein ehemaliger andorranischer Radrennfahrer.

## Sportliche Laufbahn
González war im Straßenradsport aktiv und Teilnehmer der Olympischen Sommerspiele 1992 in Barcelona. Im olympischen Straßenrennen schied er aus.
Bei den Spielen der kleinen Staaten von Europa im Radsport trat er für Andorra 1991, 1993, 2001 und 2005 im Straßenrennen an. Im Gran Premio Torres Vedras wurde er 1994 Dritter.